# Кондрич Ростислав Валерійович
Ростислав Валерійович Кондрич — український військовослужбовець, старший лейтенант. Учасник російсько-української війни. Герой України (2025).

## Життєпис
Народився 2000 року в селі Чечеліївка Кіровоградської області. Після закінчення школи вступив до Криворізького ліцею-інтернату з посиленою військово-фізичною підготовкою. Згодом навчався у Національній академії Державної прикордонної служби України імені Богдана Хмельницького. Після закінчення навчання проходив службу в Ізмаїльському прикордонному загоні. Повномасштабне вторгнення зустрів у Чернігові,  де одним із перших вступив у бій з окупантами, безпосередньо беручи участь у бойових діях. Пізніше перевівся до Одеського прикордонного загону.
У лютому 2024 року в складі зведеного загону прикривав шлях виведення українських військ з Авдіївки. В березні того ж року під обстрілами пішки евакуював поранених та загиблих на Сумщині та Харківщині.  
Очолював групу прикордонників, яка відбивала російські штурми та зупиняла просування ДРГ. 
Восени 2024 брав участь у боях на Курщині.  Власноруч збив три ворожі безпілотники, чим врятував життя побратимам, та знищив кулеметний розрахунок противника. Разом з підрозділом успішно відбив три масовані ворожі атаки.

## Нагороди
- звання Герой України з удостоєнням ордена Золота Зірка (29 квітня 2025) — за особисту мужність і героїзм, виявлені у захисті державного суверенітету та територіальної цілісності України, самовіддане служіння Українському народові[4].
- орден «За мужність» III ступеня (1 грудня 2024) — за особисту мужність і самовідданість, виявлені у захисті державного суверенітету та територіальної цілісності України, надання кваліфікованої медичної допомоги і збереження життя людей в умовах воєнного стану[5].